# 남면 (장성군)
남면(南面)은 전라남도 장성군 남쪽에 위치한 면이다. 넓이는 28.4km2이고, 인구는 2016년 기준으로 3,603명이다.

## 행정 구역
| 법정리 | 행정리                             | 비고            |
| ------ | ---------------------------------- | --------------- |
| 녹진리 | 녹진1리, 녹진2리                   | 가              |
| 덕성리 | 덕성1리, 덕성2리, 덕성3리          |                 |
| 마령리 | 마령1리, 마령2리, 마령3리          |                 |
| 분향리 | 분향1리, 분향2리, 분향3리, 분향4리 | 면사무소 소재지 |
| 삼태리 | 삼태1리, 삼태2리                   |                 |
| 월곡리 | 월곡1리, 월곡2리, 월곡3리          |                 |
| 월정리 | 월정1리, 월정2리, 월정3리          |                 |
| 평산리 | 평산1리, 평산2리                   |                 |
| 행정리 | 행정1리, 행정2리                   |                 |

## 교육
- 분향초등학교 (분향리)
- 남면서초등학교 (폐교) - 남면 청양길 46-20 (마령리)
- 장성남중학교 (분향리)

## 교통
- 남장성 분기점
- 남장성 나들목
- 북광산 나들목
- 광주 요금소